# Ramon Rosselló i Vaquer
Ramon Rosselló i Vaquer (Felanitx, 1944) és un historiador medievalista mallorquí.
Estudià cursos al Seminari de Mallorca, on adquirí una bona formació. Investigador i historiador. S’ha especialitzat en l'estudi de l'època medieval a Mallorca, sobre la qual ha publicat nombroses monografies, totes farcides d'abundosa documentació que va recercar als Arxius de Mallorca i de la Península. La seva producció arriba a més de cinc-cents títols dels temes més diversos: medicina medieval, música, Inquisició, jueus i conversos, sexualitat i vida quotidiana en general. S’ha dedicat especialment a recollir i fer conèixer el corpus documental medieval més important i extens de la part forana de Mallorca.

## Reconeixement
- 2007: Premi Josep Llompart al marc dels Premis 31 de desembre de l'Obra Cultural Balear.[2]
- 2013: Soci d'Honor de l'Associació d'Amics dels Closos de Can Gaià[3]
- 2017: Premi "Estrella Mostrejada" de Santanyí.[4]

## Obres
- Història de Manacor: (segle XIV) (1978)
- Notes històriques de Calvià: segles XIII-XVI (1987)
- Els jueus dins la societat menorquina del segle XIV (1990)
- Història de Banyalbufar: segles XIII-XVI (1995)
- Història d'Esporles: segles XIII-XVI (1997)
- Inca en la història (1229-1349) (1998)
- Història de Valldemossa (1230-1516) (1999)
- Procés contra Ponç Hug IV, comte d'Empúries per pecat de sodomia (2003)
- El Barroc a Pollença (2001)
- Aportació a la història de Pollença. El segle xiii.